# 老廟黃金

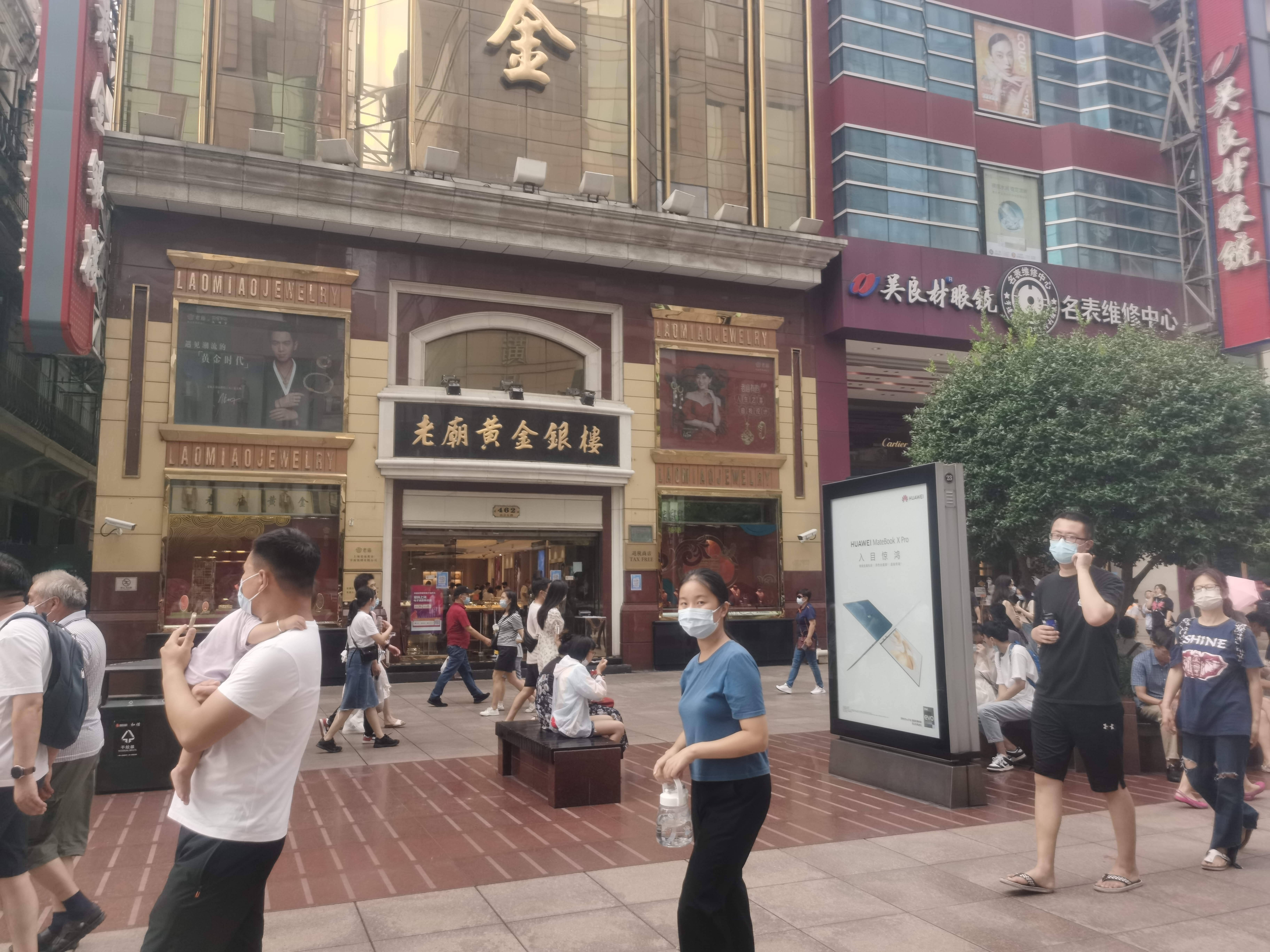
南京路步行街上的老廟黃金银楼

老廟黃金是中華人民共和國上海市的一家黃金店，並設有自己的黃金廠。老廟黃金成立於1982年，最初是老城隍廟工藝品商店的櫃檯，1994年遷入豫園商城內的景容樓，並更名為老廟黃金有限公司。截至2006年，老廟黃金在中華人民共和國26個省市設有400多個銷售網點。

## 外部連結
- 官方网站